# Trachelas oreophilus
Trachelas oreophilus is een spinnensoort uit de familie van de Trachelidae.
De wetenschappelijke naam van de soort werd in 1906 gepubliceerd door Eugène Simon.